# ميغيل دياز كانيل
ميغيل دياز كانيل (بالإسبانية: Miguel Díaz-Canel)‏ (ولد في 20 أبريل 1960) انتخبه البرلمان الكوبي في 19 أبريل 2018 رئيسا لكوبا. وبانتخاب ميغيل دياز كانيل تُنهي كوبا 60 عاما من حكم عائلة كاسترو.

## النشأة والتعليم
ولد في مدينة بلاسيتاس بمقاطعة فيلا كلارا على الساحل الشمالي لكوبا.
تخرج من جامعة لاس فيلاس المركزية في مدينة سانتا كلارا ، وحصل على شهادة الهندسة وعمل كمهندس إلكترونيات عام 1982.
وبعد أدائه الخدمة العسكرية التي أنهاها في عام 1985 أصبح معلمًا في الجامعة التي تخرج منها، وانضم إلى اتحاد الشيوعيين الشباب الكوبي في مسقط رأسه عام 1987.

## حياته السياسية

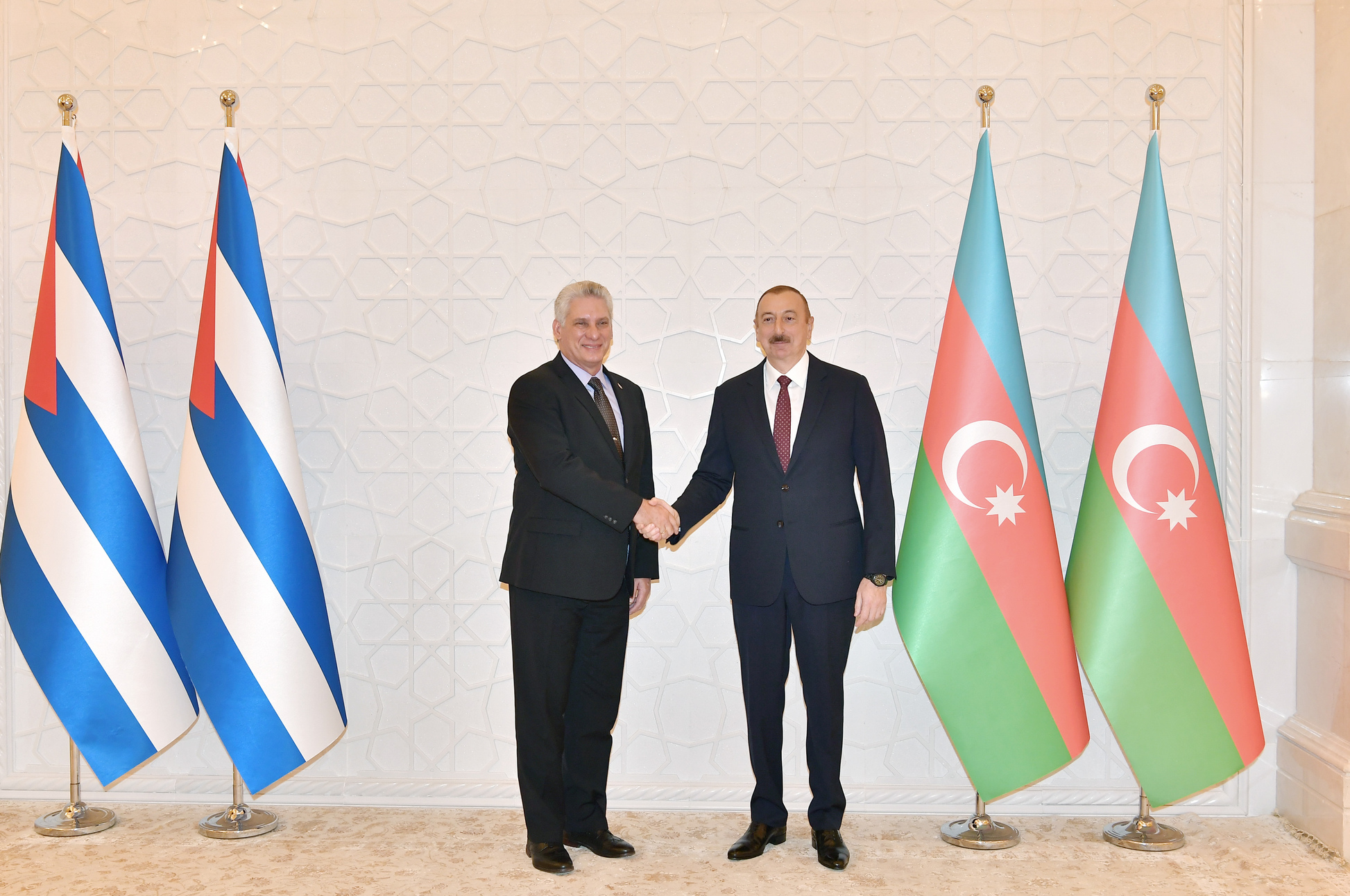
لقاء الرئيس الأذربيجاني إلهام علييف بالرئيس الكوبي ميغيل دياز كانيل عام 2019.

في الفترة ما بين عامي 1987 و 1989، سافر إلى نيكاراغوا
، بصفته سكرتير أول للجنة الشباب بالحزب الشيوعي الكوب UJC، لإكمال مهمة تديرها الحكومة لدعم الثورة الاشتراكية في البلاد.
وفي 1994 انتخب سكرتيرًا للجنة الشباب بالحزب الشيوعي الكوبي في المقاطعة التي ولد فيها فيلا كلارا .
وفي عام 2003 صعد دياز كانيل إلى المكتب السياسي للّجنة المركزية للحزب بمقترح من راؤول كاسترو، حيث تم تعيينه سكرتير أول للحزب الشيوعي الكوبي في هولغين وذلك بعد عام من الانقلاب الفاشل ضد الرئيس هوغو شافيز في فنزويلا.
وفي فترة 2009 – 2012 كان وزيرًا للتعليم العالي في حكومة البلاد، ثم حل كنائب رئيس مجلس الوزراء في مجالات التعليم والعلوم والثقافة والرياضة. وهو أول زعيم يولد بعد الثورة يتمكن من الوصول إلى هذا المنصب، الأمر الذي جعله الرجل الثاني في الحكومة الكوبية خلف راؤول كاسترو.
في 18 أبريل 2018، تم طرحه كمرشح وحيد لرئاسة الدولة، حيث حصل دياز كانيل على 603 صوتا من أصل 605، أي ما يعادل ال 99.83 بالمائة.

## الحياة الشخصية
لديه طفلين من زوجته الأولى مارثا، وهو يقيم حالياً مع زوجته الثانية ليس كويستا Lis Cuesta، الأستاذة الجامعية في مادة الثقافة الكوبية.

## وصلات خارجية
- ميغيل دياز كانيل على موقع IMDb (الإنجليزية)
- ميغيل دياز كانيل على موقع الموسوعة البريطانية (الإنجليزية)
- ميغيل دياز كانيل على موقع مونزينجر (الألمانية)
- (قناة العربية): ابن عامل ميكانيكي ينهي 60 سنة من حكم عائلة كاسترو لكوبا